# Acamas fils d'Anténor
Pour les articles homonymes, voir Acamas.
Dans la mythologie grecque, Acamas (en Ἀκάμας / Akámas ou Ἀκάμαντος / Akámantos) est un Dardanien, fils d'Anténor et de Théano.
Il apparaît dans l’Iliade où, au sein du camp troyen, il joue un rôle brillant dans l'attaque du camp achéen, mais est tué par Mérion.